# Championnat de Tahiti de football américain
Le championnat de Tahiti de football américain est une compétition sportive réunissant depuis 2009 l'élite des clubs amateurs Tahitiens de football américain. 
Il est actuellement organisé par la Fédération tahitienne de football américain (FIFA en abrégé), laquelle est membre depuis 2014 de la Fédération d'Océanie de football américain ou OFAF2 en abrégé (Oceania Federation of American Football) et est également partenaire de la Fédération Française de football américain depuis presque 4 ans.
Auparavant et jusqu'en juillet 2013, les clubs tahitiens de football américains étaient liés à la fédération de rugby tahitienne.

## Organisation
Le championnat commence début mars et se termine fin juin par la finale dénommée le Heiva Bowl.
En 2019, le championnat met en présence quatre équipes : 
- Les Ono de Puna'auia ;
- Les Manu Ura de Paea ;
- Les Liona de Papara ;
- L'Excelsior de Papeete (anciennement Toa Oviri).

Par le passé, d'autres clubs (n'existant plus actuellement) ont participé à ce championnat :
- Les Mako de Pirae ;
- Les Tiaporo.

## Palmarès
| Saison | Édition         | Lieu                           | Vainqueur                 | Score   | Finaliste             | Rapport/Source |
| ------ | --------------- | ------------------------------ | ------------------------- | ------- | --------------------- | -------------- |
| 2009   | Heiva Bowl I    | Stade Willy Bambridge, Papeete | Mako de Pirae (1)         | ?0 - 0? | Toa Oviri d'Excelsior |                |
| 2010   | Heiva Bowl II   | Stade Willy Bambridge, Papeete | Toa Oviri d'Excelsior (1) | 0 - 0   | Ono de Punaauia (1)   |                |
| 2011   | Heiva Bowl III  | Stade Willy Bambridge, Papeete | Toa Oviri d'Excelsior (2) | 24 - 06 | Ono de Punaauia       |                |
| 2012   | Heiva Bowl IV   | Stade Pater, Pirae             | Toa Oviri d'Excelsior (3) | 0 - 0   | Ono de Punaauia (2)   |                |
| 2013   | Heiva Bowl V    | Stade Fautaua, Pirae           | Ono de Punaauia (3)       | 20 - 14 | Manu Ura de Paea      | (Rapport)      |
| 2014   | Heiva Bowl VI   | Stade Pater, Pirae             | Toa Oviri d'Excelsior (4) | 18 - 12 | Ono de Punaauia       | (Rapport)      |
| 2015   | Heiva Bowl VII  | Stade Fautaua, Pirae           | Manu Ura de Paea (1)      | 36 - 22 | Toa Oviri d'Excelsior | (Rapport)      |
| 2016   | Heiva Bowl VIII | Stade Pater, Pirae             | Ono de Punaauia (4)       | 16 - 14 | Manu Ura de Paea      | (Rapport)      |
| 2017   | Heiva Bowl IX   | Stade Fautaua, Pirae           | Ono de Punaauia (5)       | 36 - 22 | Toa Oviri d'Excelsior | (Rapport)      |
| 2018   | Heiva Bowl X    | Stade Pater, Pirae             | Ono de Punaauia (6)       | 32 - 08 | Toa Oviri d'Excelsior |                |
| 2019   | Heiva Bowl XI   | Stade Pater, Pirae             | Ono de Punaauia (7)       | 28 - 08 | Liona de Papara       | (Rapport)      |
| 2021   | Heiva Bowl XII  | Stade Karl Coppenrath, Paea    | Manu Ura de Paea (2)      | 38 - 14 | Ono de Punaauia       |                |

| Rang | Club                  | Nombre de titres | Dernier titre                            | Nombre de finales perdues | Dernière défaite en finale |
| ---- | --------------------- | ---------------- | ---------------------------------------- | ------------------------- | -------------------------- |
| 1    | Ono de Punaauia       | 7                | 2010, 2012, 2013, 2016, 2017, 2018, 2019 | 3                         | 2011, 2014, 2021           |
| 2    | Toa Oviri d'Excelsior | 4                | 2010, 2011, 2012, 2014                   | 4                         | 2009, 2015, 2017, 2018     |
| 3    | AS Manu Ura de Paea   | 2                | 2015, 2021                               | 2                         | 2013, 2016                 |
| 4    | Mako de Pirae         | 1                | 2009                                     | 0                         | -                          |
| 5    | Liona de Papara       | 0                | -                                        | 1                         | 2019                       |

| Saison | Édition            | Lieu                           | Vainqueur                 | Score   | Finaliste             | Rapport/Source |
| ------ | ------------------ | ------------------------------ | ------------------------- | ------- | --------------------- | -------------- |
| 2011   | Christmas Bowl I   | Stade Willy Bambridge, Papeete | Toa Oviri d'Excelsior (1) | 16 - 06 | Mako de Pirae         |                |
| 2012   | Christmas Bowl II  | Stade Fautaua, Pirae           | Toa Oviri d'Excelsior (2) | 22 - 12 | Manu Ura de Paea      |                |
| 2014   | Christmas Bowl III | Stade Punaruu, Punaauia        | Ono de Punaauia (1)       | 14 - 08 | Toa Oviri d'Excelsior | (Rapport)      |
| 2015   | Christmas Bowl IV  | Stade Fautaua, Pirae           | Ono de Punaauia (2)       | 34 - 26 | Manu Ura de Paea      | (Rapport)      |

| Rang | Club                  | Nombre de titres | Dernier titre | Nombre de finales perdues | Dernière défaite en finale |
| ---- | --------------------- | ---------------- | ------------- | ------------------------- | -------------------------- |
| 1    | Toa Oviri d'Excelsior | 2                | 2011, 2012    | 1                         | 2014                       |
| 2    | Ono de Punaauia       | 2                | 2014, 2015    | 0                         | -                          |
| 3    | AS Manu Ura de Paea   | 0                | -             | 2                         | 2013, 2015                 |
| 4    | Mako de Pirae         | 0                | -             | 1                         | 2011                       |